# Eremolaena
Eremolaena é um género botânico pertencente à família Sarcolaenaceae.